# Муллино (Башкортостан)
Муллино (баш. Мулла) — деревня в Бураевском районе Башкортостана, входит в состав Азяковского сельсовета.

## Географическое положение
Расстояние до:
- районного центра (Бураево): 10 км,
- центра сельсовета (Азяково): 7 км,
- ближайшей ж/д станции (Янаул): 78 км.

## История
По материалам Первой ревизии, в 1722 году в деревне были учтены служилые мещеряки (количество человек не указано).

## Население
| 2002 | 2009 | 2010 |
| ---- | ---- | ---- |
| 381  | →381 | ↘336 |

Согласно переписи 2002 года, преобладающая национальность — башкиры (86 %).

## Религия
В деревне есть мечеть.

## Известные уроженцы
- Ганиев, Фадис Рахимьянович - певец, народный артист республики Башкортостан